# Crateromys australis
Crateromys australis és una espècie de mamífer rosegador de la família dels múrids conegut a partir de pocs espècimens. És endèmic de les Filipines. Probablement es tracta d'un animal nocturn i arborícola. El seu hàbitat natural són els boscos de plana. Està amenaçat per la mineria de cromita i la desforestació. El seu nom específic, australis, significa ‘austral’ en llatí.